# Catechu
Pour la région en Inde, voir Kutch (district).
Catechu (prononcé/ˈkætɨʃuː/ou / ˈkætɨtʃuː) ou betel également connue sous le nom cachou, cutch, cashoo ou terre du Japon  est un extrait provenant de plusieurs espèces d'Acacia — mais surtout à  Acacia catechu  — produit par ébullition de son bois dans l'eau et l'évaporation du mélange qui en résulte.
Catechu (appelé katha en hindi, kachu donc en malais, latin  Acacia catechu  ), espèce type qui en fournit l'extrait, est un astringent qui fut utilisé depuis l'Antiquité en médecine ayurvédique ainsi que dans les mélanges d'épices rafraichissantes.
Ce mélange est élevé en tanins d'origine végétale (qui lui donne son effet astringent) et peut être utilisé pour le tannage de peaux d'animaux. Premières recherches par Sir Humphry Davy au début du XIXe siècle qui a démontré  tout d'abord l'avantage de l'utilisation  du catechu  en tannage sur des extraits de chêne  plus coûteux et plus traditionnels. L'extrait a donné son nom  aux familles chimiques Catéchine et Catéchol.
Le cachou noir  a récemment été également utilisée par Blavod Boissons Ltd. pour teindre leur vodka  en noir.  
Sous le nom  de cutch,  c'est un  colorant brun  utilisé pour le  bronzage et usages tinctoriaux,  pour préserver les filets de pêche et les voiles. Le cutch  teint la laine, la soie et le coton en brun jaunâtre. Le cutch donne des gris-bruns avec  du  fer mordant et olive-bruns avec un cuivre mordant.
Le cutch blanc, également connu sous le nom gambier, gambeer ou gambir, a les mêmes usages